# Bredbil
En bredbil er en økse, der er helt flad på den ene side og kun har én skærende side eller fas. De kan have en meget lang æg. Kaldes også "bredøkse", "høj økse", "høfføkse", endvidere tælgeøkse, tælleøkse, slingreøkse, slingeøkse (anvendt til slingning), tømmermandsøkse, glatøkse, sletøkse.
Bredbilen er specielt velegnet til at tilhugge tømmer og planker, der skal være helt flade, og er et uundværligt værktøj til skibsbyggeri. Bredbilen føres med den flade side mod træet og kan således tage brede spån i det ønskede niveau. 
Skaftet er konstrueret en smule svunget, således at øksen kan føres, uden at hænder eller skaft rammer emnet med fejlhug til følge.
Bayeux-tapetet, der skildrer den normanniske erobring af England i 1066, har scener, der viser de normanniske bådebyggere i færd med at hugge skibstømmer med en svungen bredbil.
Det danske ord bredbil, bred økse, er afledt fra det plattyske: breed Biel – (højtysk) Breitbeil, breites Beil, der betyder en bred økse.